# Odontoderus
Odontoderus là một chi bọ cánh cứng trong họ 
Elateridae.
Chi này được miêu tả khoa học năm 1894 bởi Schwarz.

## Các loài
Các loài trong chi này gồm:
- Odontoderus antigai (Buysson, 1895)
- Odontoderus gurjevae Orlov, 1995
- Odontoderus spinicollis Schwarz, 1894